# Pavel Fantl
Pavel Fantl (Praga, 7 gennaio 1903 – Hirschberg, 7 gennaio 1945) è stato un medico ceco, noto soprattutto per i suoi disegni e acquerelli satirici sul nazismo e per questo ucciso durante l'Olocausto.

## Biografia

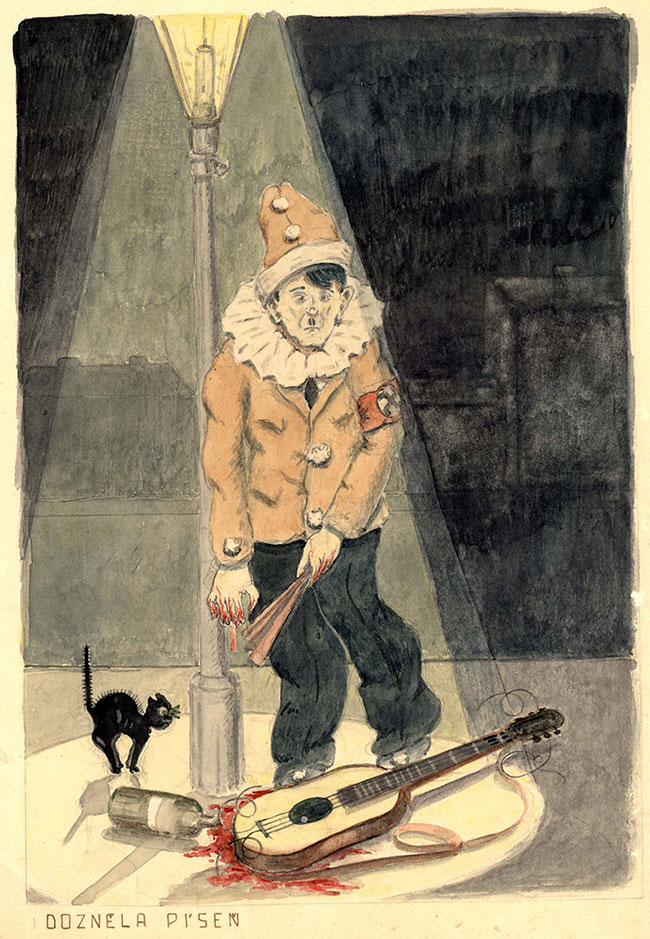
Das Lied ist aus

Di famiglia ebraica, Pavel Fantl era figlio di un commerciante di tessuti. Aveva un fratello di un anno più giovane, Ernst, con il quale ricevette lezioni private di ebraico e disegno. Studiò medicina all'Università Carolina di Praga e nel 1935 sposò Manka Saxlova, con cui ebbe il figlio Tamás nel 1937. Fantl fu arruolato nell'esercito cecoslovacco nel 1935 come medico militare. Dopo l'occupazione tedesca della Cecoslovacchia nel 1939, fu congedato dall'esercito in quanto ebreo. Si trasferì con la famiglia a Kolín in Boemia, dove dovette forzatamente lavorare per la Gestapo alla registrazione degli ebrei del distretto.
Nel giugno 1942 Fantl fu imprigionato con la moglie, il figlio e la madre Ida nel ghetto di Terezín. Nell'ospedale del campo di concentramento gestì l'ospedale per i malati di tifo e curò anche la ragazza Hana Lustigová, conosciuta anche come Hana Greenfield, sopravvissuta alla Shoah. Fantl approfittò della sua posizione nel ghetto per inviare messaggi all'esterno; ottanta dei suoi disegni furono anche fatti uscire di nascosto dal campo di concentramento o furono nascosti con l'aiuto di Alisah e Zeev Shek. La famiglia Fantl fu deportata nel campo di concentramento di Auschwitz nell'ottobre 1944: Manka e il piccolo Tamás furono assassinati subito dopo il loro arrivo, mentre Pavel fu mandato in uno dei sottocampi del campo di concentramento di Sachsenhausen per i lavori forzati. Fu ucciso dalle guardie delle SS durante una marcia della morte il 7 gennaio 1945 nei pressi di Hirschberg, nella Bassa Slesia.